# Selección masculina de rugby 7 de Japón
La selección masculina de rugby 7 de Japón  es el equipo nacional de la modalidad de rugby 7 regulado por la Japan Rugby Football Union para competir en la Copa del Mundo, en la Serie Mundial y en torneos asiáticos.

## Uniforme
Actualmente la camiseta principal del equipo japonés es a franjas horizontales rojas y blancas. El short y medias negras.

## Palmarés
- Challenger Series (1): 2020
  - Seven de Montevideo: 2020

- Juegos Asiáticos (3): 2006, 2010, 2014

- Asian Sevens Series (8): 2009, 2011, 2013, 2015, 2017, 2018, 2019, 2023

- Torneo Preolímpico Asiático (1): 2015, 2023

## Participación en copas
| - Edimburgo 1993: 13.eɽ puesto - Hong Kong 1997: 17.º puesto - Mar del Plata 2001: 13.eɽ puesto - Hong Kong 2005: 13.eɽ puesto - Dubái 2009: 21.eɽ puesto - Moscú 2013: 18.º puesto - San Francisco 2018: 15.º puesto - Ciudad del Cabo 2022: no clasificó - Serie Mundial 99-00: 12.º puesto (8 pts) - Serie Mundial 00-01: 18.º puesto (0 pts) - Serie Mundial 01-02: 16.º puesto (0 pts) - Serie Mundial 02-03: 20.º puesto (0 pts) - Serie Mundial 03-04: 15.º puesto (0 pts) - 2004-05 al 2006-07: no participó - Serie Mundial 07-08: 18.º puesto (0 pts) - Serie Mundial 08-09: 17.º puesto (0 pts) - Serie Mundial 09-10: ?.º puesto (? pts) - Serie Mundial 10-11: ?.º puesto (? pts) - Serie Mundial 11-12: 17.º puesto (10 pts) - Serie Mundial 12-13: 19.º puesto (2 pts) - Serie Mundial 13-14: 16.º puesto (9 pts) - Serie Mundial 14-15: 15.º puesto (21 pts) - Serie Mundial 15-16: 15.º puesto (21 pts) - Serie Mundial 16-17: 15.º puesto (20 pts) - Serie Mundial 17-18: 19.º puesto (3 pts) - Serie Mundial 18-19: 15.º puesto (27 pts) - Serie Mundial 19-20: 16º puesto (10 pts) - Serie Mundial 20-21: no participó - Serie Mundial 21-22: 16º puesto (26 pts) - Serie Mundial 22-23: 15º puesto (19 pts) | - Challenger Series 2020: Campeón - Akita 2001: 8.º puesto (último) - Duisburgo 2005: 7.º puesto - Kaohsiung 2009: 7.º puesto - Río 2016: 4º puesto - Tokio 2020: 11º puesto - París 2024: 12° puesto - Asian Sevens Series 2009: campeón - Asian Sevens Series 2010: 2º puesto - Asian Sevens Series 2011: campeón - Asian Sevens Series 2012: 2º puesto - Asian Sevens Series 2013: campeón - Asian Sevens Series 2014: 3º puesto - Asian Sevens Series 2015: campeón - Asian Sevens Series 2016: 5º puesto - Asian Sevens Series 2017: campeón - Asian Sevens Series 2018: campeón - Asian Sevens Series 2019: campeón - Bangkok 1998: 2.º puesto - Busan 2002: 4.º puesto - Doha 2006: 1.º puesto - Guangzhou 2010: 1.º puesto - Incheon 2014: 1.º puesto - Yakarta - Palembang 2018: 2º puesto |